# Russ Roberts
Russell David "Russ" Roberts (nacido el 19 de septiembre de 1954) es economista e investigador en la Institución Hoover de la Universidad Stanford. Es bien conocido por comunicar ideas económicas en términos comprensibles como anfitrión del podcast EconTalk.
Roberts se categoriza a sí mismo como un defensor del liberalismo económico clásico. Él ha dicho: "Creo en un gobierno limitado combinado con responsabilidad personal. Así que soy una especie de libertario, pero... ese término viene con cierto bagaje y cierta confusión".

## Educación
Roberts obtuvo una licenciatura en economía en 1975 de la Universidad de Carolina del Norte y un doctorado en economía de la Universidad de Chicago en 1981 por su tesis sobre el diseño de prestaciones sociales bajo la supervisión de Gary Becker.

## Carrera
Roberts ha enseñado en la Universidad George Mason, la Universidad de Washington en St. Louis (donde fue el director fundador de lo que ahora es el Centro de Aprendizaje Experiencial), la Universidad de Rochester, la Universidad de Stanford y la Universidad de California en Los Ángeles. Es comentarista habitual de economía y negocios para Morning Edition de la National Public Radio, y ha escrito para The New York Times y The Wall Street Journal.
Roberts también escribe un blog en el Café Hayek con Donald J. Boudreaux en la Universidad George Mason en el Condado de Fairfax (Virginia).

### Libros de Economía
Roberts ha escrito varios libros que buscan ilustrar conceptos económicos a través de novelas de ficción y no ficción.
En 2001 publicó la novela El corazón invisible: un romance económico, que transmite ideas económicas a través de conversaciones entre dos profesores ficticios de una exclusiva escuela secundaria de Washington D. C.: uno es un instructor de economía de mercado, y el otro es un profesor de inglés que quiere protecciones gubernamentales que frenen los excesos del capitalismo desenfrenado.
En 2008, Roberts publicó otra novela, The Price of Everything: A Parable of Possibility and Prosperity (El precio de todo: Una parábola de posibilidad y prosperidad), que se centra en las experiencias de Ramón Fernández, un estudiante universitario y tenista estrella que, de niño, acompañó a su madre a Estados Unidos después de huir de la Cuba de Fidel Castro. Al igual que El corazón invisible, El precio de todo utiliza conversaciones entre sus protagonistas para abordar conceptos económicos (en este caso ideas como el sistema de precios, el orden espontáneo y la posibilidad de que se produzca una especulación de precios en situaciones de crisis).
En 2014, Roberts ofreció una perspectiva sobre Adam Smith en su libro How Adam Smith Can Change Your Life (Cómo Adam Smith puede cambiar tu vida): Una Guía Inesperada de la Naturaleza Humana y la Felicidad. El libro no discute el trabajo más citado de Smith en 1776, La riqueza de las naciones; sino que se enfoca en el libro menos conocido de Smith, publicado por primera vez en 1759, Teoría de los sentimientos morales.

### Posiciones políticas
Roberts ha instado a quienes formulan las políticas públicas y a los economistas que les aconsejan a ser más escépticos con respecto a los hallazgos de los estudios empíricos, y considera que las afirmaciones ultra-específicas de los políticos de que sus políticas promovidas producirán un cierto número de empleos o una cierta cantidad de crecimiento son inherentemente poco confiables.

## Publicaciones

### Libros
- The Choice: A Fable of Free Trade and Protectionism (1st edición). Prentice Hall. 1994. ISBN 0-13-083008-9. OCLC 29357777.
- The Choice: A Fable of Free Trade and Protectionism (3rd edición). Prentice Hall. 2006. ISBN 0-13-143354-7. OCLC 70839758.
  - The Choice: A Fable of Free Trade and Protectionism (CD audio). Princeton, NJ: Recording for the Blind & Dyslexic. 2002. OCLC 51110966.
- The Invisible Heart: An Economic Romance (1st edición). MIT Press. 2002. ISBN 0-262-68135-8. OCLC 44413917.
- The Price of Everything: A Parable of Possibility and Prosperity (1st edición). Princeton University Press. 2008. ISBN 0-691-14335-8. OCLC 231587398.
- Gambling with other people's money: how perverted incentives caused the financial crisis. Legatum Institute. 2010. ISBN 1-907409-06-8. OCLC 751698980.
- How Adam Smith Can Change Your Life: An Unexpected Guide to Human Nature and Happiness. Portfolio Hardcover. 2014. ISBN 978-1-59184-684-0. OCLC 881681030.

### Artículos y ponencias
- Roberts, Russ. "Working Papers in Economics": Programa de Estudios Domésticos (Institución Hoover sobre Guerra, Revolución y Paz):
  - Financing public goods. 1986. OCLC 39865959.
    - Also published as: «Financing public goods». Journal of Political Economy (Chicago Journals) 95 (2): 420-437. abril de 1987. doi:10.1086/261463.

  - Subsidies to Private Spending on Public Goods. 1988. OCLC 22871627.
    - Also published as: «Government subsidies to private spending on public goods». Public Choice (Springer) 74 (2): 133-152. septiembre de 1992. doi:10.1007/bf00140763.
- «A positive model of private charity and public transfers». Journal of Political Economy (Chicago Journals) 92 (1): 136-148. febrero de 1984. doi:10.1086/261212.
- «A taxonomy of public provision». Public Choice, special issue: Carnegie Papers on Political Economy, Volume 5: Proceedings on the Carnegie Conference on Political Economy (Springer) 47 (1): 267-303. enero de 1985. doi:10.1007/BF00119360.
- «Recipient preferences and the design of government transfer programs». Journal of Law and Economics (Chicago Journals) 28 (1): 27-546. abril de 1985. doi:10.1086/467074.
- «Why comply: one-sided enforcement of price controls and victimless crime laws». Journal of Legal Studies (Chicago Journals) 18 (2): 403-414. junio de 1989. doi:10.1086/468152.
- Roberts, Russ; Lott, John R. (enero de 1991). «A guide to the pitfalls of identifying price discrimination». Economic Inquiry (Wiley) 29 (1): 14-23. doi:10.1111/j.1465-7295.1991.tb01249.x.
- «When does a decrease in a distortion increase welfare?». Economic Letters (Elsevier) 39 (1): 37-42. mayo de 1992. doi:10.1016/0165-1765(92)90098-J.